# Negovanka
Negovanka (bulgariska: Негованка) är ett vattendrag i Bulgarien. Det ligger i den centrala delen av landet, 190 km öster om huvudstaden Sofia.
Trakten runt Negovanka består till största delen av jordbruksmark. Runt Negovanka är det ganska tätbefolkat, med 90 invånare per kvadratkilometer.